# Dème de Néa Filadélfia-Néa Chalkidóna
Le dème de Néa Filadélfia-Néa Chalkidóna (grec moderne : δήμος Νέας Φιλαδελφείας - Νέας Χαλκηδόνας) est un dème situé juste au nord d'Athènes dans la périphérie de l'Attique en Grèce. Il a été créé en 2010 par la fusion des anciens dèmes de Nouvelle-Philadelphie et de Nouvelle-Chalcédoine.